# Extrait de vanille

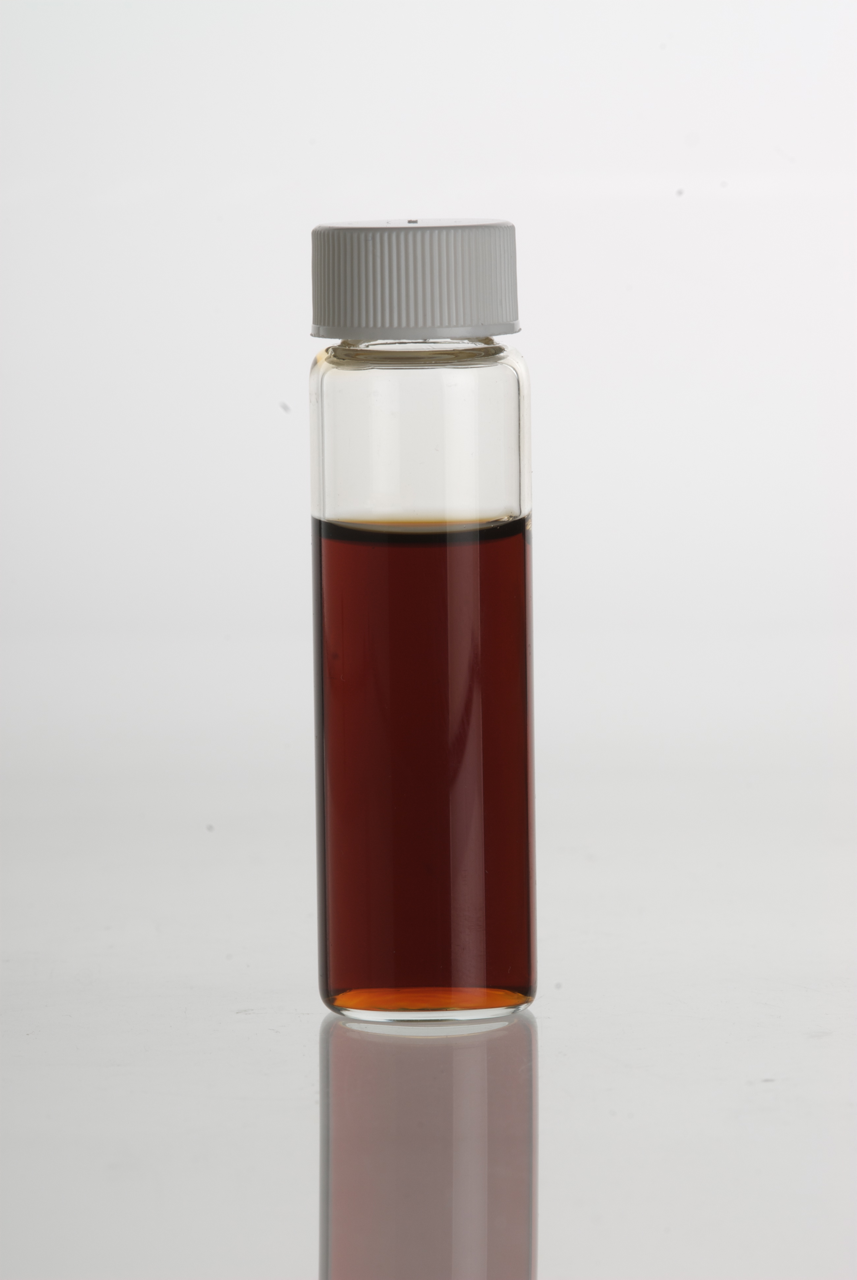
De l'extrait de vanille dans un flacon en verre transparent

L'extrait de vanille est une solution obtenue par macération et percolation des gousses de vanille dans une solution d'éthanol et d'eau. Aux États-Unis, pour obtenir l’appellation d'extrait de vanille pur, la Food and Drug Administration exige que la solution soit obtenue à partir d'un minimum de 35% d'alcool et de 100 g de fèves de vanille par litre (13,35 onces par gallon). L'extrait de vanille existe en plusieurs taux de concentration.
L'extrait de vanille est la forme la plus commune de vanille utilisée aujourd'hui. Les principales variétés proviennent du Mexique, de Tahiti, d’Indonésie et de La Réunion (la vanille Bourbon).
Un arôme naturel de vanille contient principalement de l'extrait de vanille. Un arôme vanille non naturel contient de la vanilline synthétique, produite soit à partir de gaïacol, d'eugénol ou de lignine, un sous-produit de l'industrie du bois.